# Championnats du monde de trampoline 1990
Navigation
Édition précédente Édition suivante
Les championnats du monde de trampoline 1990, seizième édition des championnats du monde de trampoline, ont eu lieu du 11 au 13 octobre 1990 à Essen, en Allemagne.

## Podiums
| Épreuves                                    | Or                                              | Argent                                                 | Bronze                                 |
| ------------------------------------------- | ----------------------------------------------- | ------------------------------------------------------ | -------------------------------------- |
| Hommes                                      |                                                 |                                                        |                                        |
| Trampoline par équipes résultats détaillés  | Union soviétique                                | Allemagne de l'Ouest                                   | Danemark                               |
| Double Mini par équipes résultats détaillés | Australie                                       | Portugal                                               | Allemagne de l'Ouest                   |
| Tumbling par équipes résultats détaillés    | France                                          | États-Unis                                             | Pologne                                |
| Individuel résultats détaillés              | Alexandr Moskalenko (URS)                       | Dmitri Poliaroush (URS)                                | Michael Kuhn (FRG)                     |
| Double Mini résultats détaillés             | Adrian Wareham (AUS)                            | Jorge Moreira (POR)                                    | Steffen Eislöffel (FRG)                |
| Tumbling résultats détaillés                | Pascal Éouzan (FRA)                             | Jon Beck (USA)                                         | Aaron Wilkins (USA)                    |
| Synchro résultats détaillés                 | Dmitri Poliarouch (URS) Sergei Nestreliai (URS) | Alexander Moskalenko (URS) Alexander Danilchenko (URS) | Ralf Pelle (FRG) Micael Kuhn (FRG)     |
| Femmes                                      |                                                 |                                                        |                                        |
| Trampoline par équipes résultats détaillés  | Union soviétique                                | Royaume-Uni                                            | Allemagne de l'Ouest                   |
| Double Mini par équipes résultats détaillés | Nouvelle-Zélande                                | Australie                                              | Allemagne de l'Ouest                   |
| Tumbling par équipes résultats détaillés    | France                                          | États-Unis                                             | Canada                                 |
| Individuel résultats détaillés              | Yelena Merkulova (URS)                          | Andrea Holmes (GBR)                                    | Sue Challis-Shotton (GBR)              |
| Double Mini résultats détaillés             | Lisa Newman-Morris (AUS)                        | Liz Jensen (AUS) Kylie Walker (NZL)                    |                                        |
| Tumbling résultats détaillés                | Chrystel Robert (FRA)                           | Corinne Robert (FRA)                                   | Michelle Mara (USA)                    |
| Synchro résultats détaillés                 | Elena Merkulova (URS) Tatiana Lushina (URS)     | Elena Kolomeets (URS) Rusudan Khoperia (URS)           | Sandra Siwinna (FRG) Gabi Dreier (FRG) |

## Tableau des médailles
| Rang | Nation               | Or | Argent | Bronze | Total |
| ---- | -------------------- | -- | ------ | ------ | ----- |
| 1    | Union soviétique     | 6  | 3      | 0      | 9     |
| 2    | France               | 4  | 1      | 0      | 5     |
| 3    | Australie            | 3  | 2      | 0      | 5     |
| 4    | Nouvelle-Zélande     | 1  | 1      | 0      | 2     |
| 5    | États-Unis           | 0  | 3      | 2      | 5     |
| 6    | Royaume-Uni          | 0  | 2      | 1      | 3     |
| 7    | Portugal             | 0  | 2      | 0      | 2     |
| 8    | Allemagne de l'Ouest | 0  | 1      | 7      | 8     |
| 9    | Pologne              | 0  | 0      | 1      | 1     |
| 9    | Canada               | 0  | 0      | 1      | 1     |
| 9    | Danemark             | 0  | 0      | 1      | 1     |